# Club de Futbol Olesa de Montserrat
El Club de Futbol Olesa de Montserrat és un club de futbol català de la vila d'Olesa de Montserrat (Baix Llobregat) que milita a la 3a catalana.

## Història
Enginyers anglesos que treballaven a l'antiga fàbrica de Can Sedó començaren a practicar el futbol a la ciutat. Al juny del 1916 ja existia en la nostra Vila equips que militaven a La Lliga Regionalista o Catalanista. En un encontre que es va jugar amb motiu per recaptar fons amb destí per la "FESTES DE LA FLOR DE LIS", aquest partit es va jugar al Camp de Futbol (situat davant del cementiri vell part N.E.).
El futbol no es federà però fins al 1927 amb el Centre Deportiu Olesa. Això no obstant, el club ja jugava partits temps abans. El 24 de juny de 1918 juga un encontre amb motiu de la Festa Major al camp del Molí. L'equip va participar en la Lliga Regionalista. També per aquestes dades estaven presents equips com: Penya Marín, La Palmaera, Los Rapidos i F.C. Salistes, tots ells com filials del C.D.Olesa.
El CF Olesa va ser fundat l'any 1951. El club va fluctuar durant la gran majoria d'anys de la seva història entre la 1a regional i la regional preferent. Amb l'arribada de Froilan Amigó a la presidència i de la seva empresa com a patrocinador principal, l'objectiu es convertia a aconseguir l'ascens de categoria de 1a regional a la Preferent. La temporada 2005-06 es va estar a punt d'aconseguir, Paco Recio era l'entrenador i va quedar-se a un sol punt d'assolir l'ascens. Això va provocar l'arribada d'un nou míster, Kike Salamanca i la incorporació de grans jugadors com Xavi Morón, Javi Pelegrín o Àlex Martínez. A partir d'aquest moment els èxits no van parar d'arribar. L'ascens a la Regional preferent es va aconseguir quan encara faltaven 4 jornades pel final de lliga en un històric partit al Municipal de les Planes davant l'Esparraguera.
L'any següent l'equip va tornar a pujar, arribant per primera vegada a la Primera Catalana. A la Catalana la temporada va començar molt bé, però una crisi de resultats entre desembre i gener van fer que Kike Salamanca deixés el càrrec i es confiés amb Antonio Linares. L'equip oferia un joc diferent al que tenia acostumat als seus aficionats, però els resultats seguien arribant i en una última jornada de bojos i tot i perdre davant el Benavent per 4 gols a 1 es va aconseguir l'ascens històric a 3a divisió. Per afrontar la temporada 2009/10 a 3a, l'equip va realitzar 9 incorporacions i també va canviar l'entrenador. Xavi Barangé s'encarregà de dirigir l'equip. Els resultats no van arribar i després de la derrota per 0 gols a 1 davant l'Amposta en la 6a jornada de lliga, Barangé va dimitir. Això va provocar que arribés a la banqueta olesana Jose Antonio Montes que va donar diverses baixes i per contra, va realitzar força incorporacions. Els resultats però no van arribar i a 4 jornades abans del final de la competició, ja s'havia consumat el descens a 1a catalana.

## Palmarès
- Campió de Primera Territorial (2006/07)
- Campió de Preferent Territorial (2007/08)

## Temporades
Fins a l'any 2011-12 el club ha militat 1 vegada a Tercera Divisió, 3 a Primera Catalana i 9 a Preferent Territorial.
- 2005-06: Primera Territorial (Grup 3) - 3r
- 2006-07: Primera Territorial (Grup 3) - 1r
- 2007-08: Preferent Territorial (Grup 1) - 1r
- 2008-09: Primera Div. Catalana - 4t
- 2009-10: Tercera Divisió (Grup 5) - 20è
- 2010-11: Primera Div. Catalana - 16è
- 2011-12: Primera Catalana (Grup 2) - 18è